# Miguel Nogueira
Miguel Fernando Nogueira Adó (Rocha, 3 de noviembre de 1959) es un periodista, productor y presentador uruguayo.

## Biografía
Hijo de Rosa Adó y Juan J. Nogueira Sosa. Trabaja en el informativo en Radio Carve .
Miguel Nogueira fue galardonado con el Premio Legión del Libro otorgado por la Cámara Uruguaya del Libro.

### Radio
Radio Carve, fue director de prensa de Radio Sarandí, TVeo Informa de Canal 5 y DJ y encargado del departamento de grabaciones de Concierto FM. Sus primeros años de radio transcurrieron en Radio Fortaleza y Difusora Rochense y luego en la entonces CX 30 La Radio.

### Televisión
Fue director periodístico de VTV Noticias, condujo la edición central del informativo hasta el 15 de marzo de 2024. . Fue coconductor del programa periodístico Buscadores de VTV y Canal 5 durante más de 20 temporadas
Es el creador del programa Poder Ciudadano en radio (Sarandí y Azul FM) y en televisión (Canal 5 y VTV Uruguay).